# Hanns-Seidel-Haus

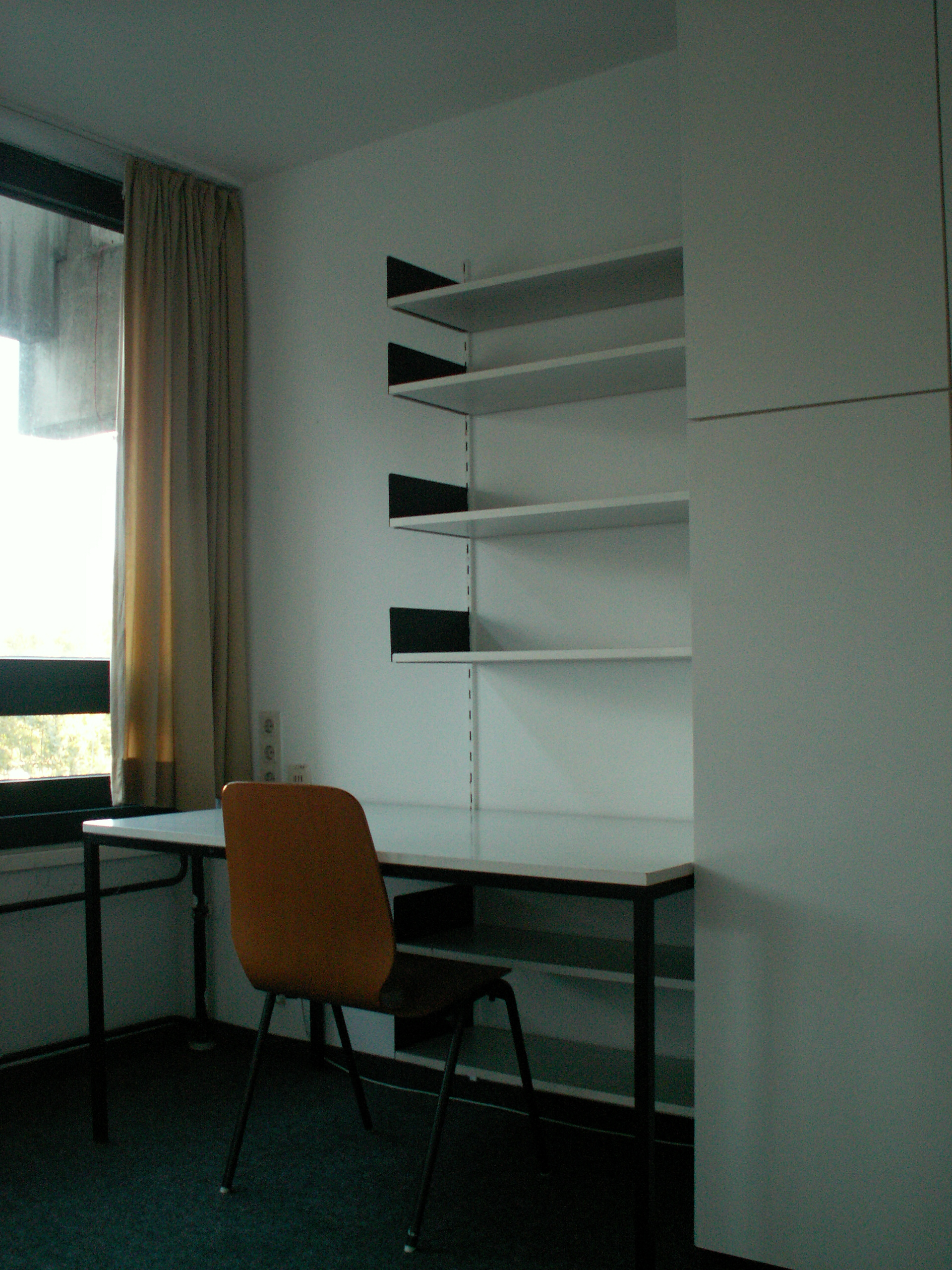
Studentenzimmer im Haus

Das Hanns-Seidel-Haus (auch: grünes Haus, HSH) ist ein 1973 eröffnetes Hochhaus in München. Es ist zwanziggeschossig, insgesamt knapp 60 Meter hoch, 65 Meter lang und 20 Meter tief, und enthält knapp 620 Einzelappartements für Studenten. Es steht in der Neustadt der Studentenstadt Freimann in München und gehört zu den 40 höchsten Hochhäusern der Stadt München. Auf der Dachterrasse des Hanns-Seidel-Hauses befand sich die nicht-öffentliche Gemeinschaftseinrichtung Manhattan, der höchste Biergarten Münchens.
Es ist benannt nach dem ehemaligen bayerischen Ministerpräsidenten Hanns Seidel.
Ernst Maria Lang hatte den Architekturwettbewerb gewonnen und 1960 mit der Architekturgemeinschaft Lang und Pogadl den Planungsauftrag erhalten.
2015 bildete der Künstler Florian Freier in seinem Projekt Profile Page Fotos bewohnter Apartments des Hanns-Seidel-Hauses nebst den Facebook-Profilseiten ihrer Bewohner ab. Die Bilderreihe aus 100 Foto-Screenshot-Kombinationen wurde online und in Buchform veröffentlicht.